# Yanic Truesdale

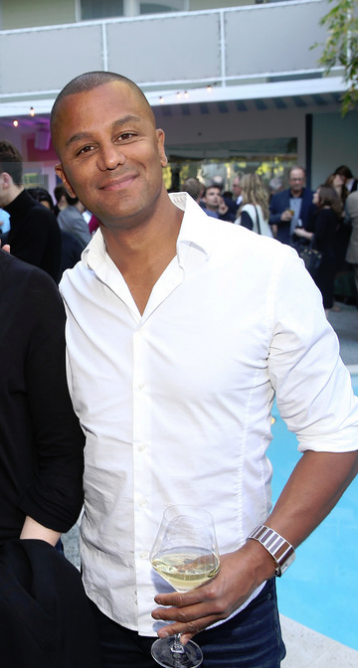
Yanic Truesdale, 2016

Yanic Truesdale (* 17. März 1970 in Montreal, Kanada) ist ein kanadischer Schauspieler. Seine Muttersprache ist Französisch.

## Leben
Truesdale erlangte 1990 seinen Abschluss an der National Theatre School of Canada und trat danach in zahlreichen kanadischen Fernsehserien wie He Shoots, He Scores auf. 1996 wurde er für seine Rolle in der Sitcom Roommates, in der er den einzigen dunkelhäutigen Sohn weißer Eltern spielte, für den kanadischen Gemini Award nominiert.
Auf der Suche nach neuen Herausforderungen verschlug es Truesdale 1999 in die USA, wo er in New York am berühmten Lee Strasberg Theatre and Film Institute studierte. Ein Jahr später zog er nach Los Angeles und erhielt die Rolle des französischen Hotel-Empfangschefs Michel Gerard in der Serie Gilmore Girls, die er in den Jahren 2000 bis 2007 sowie 2016 verkörperte. 2003 war Truesdale neben anderen Serienstars wie Holly Marie Combs und Charisma Carpenter in dem Fernsehfilm See Jane Date zu sehen. Es folgten vor allem Rollen in verschiedenen Serien, sein Schaffen umfasst zwei Dutzend Produktionen.

## Filmografie (Auswahl)
- 2000–2007: Gilmore Girls (Fernsehserie, 153 Folgen)
- 2006: See Jane Date
- 2016: Gilmore Girls: Ein neues Jahr (Gilmore Girls: A Year in the Life, Miniserie, 4 Folgen)
- 2020: Mein Jahr in New York (My Salinger Year)
- 2022: God’s Favorite Idiot (Fernsehserie)